# Gräsa gård
Gräsa gård (finska: Gräsan kartano) var den äldsta herrgården i Esbo i Finland och stadens enda herrgård av medeltida ursprung. Herrgården revs 1980 när Olars kyrka byggdes på dess plats. Idag ligger förutom kyrkan också bostadsområdena Tomtekulla, Ängskulla, Gäddvik och Olars samt med Olarsbäckens och Orions industriområden på Gräsa gårds gamla marker.

## Historia
I mitten av 1400-talet förlänades gården till en man vid namn Halden. Det äldsta bevarade dokumentet gällande Gräsa gård är en avskrift av ett vittnesmål avgivet vid tinget 1472, som sänts om bilaga till ett brev från 1594. I vittnesmålet nämns den ursprungliga mottagaren av förläningen, alltså Halden, efter vilken herrgården först kallades Haldensböle.
Gräsa var ett frälsehemman och på 1600-talet fick gårdens ägare också uppbära skatter från intilliggande byar. Gården var som störst i slutet av 1600-talet då åtta hemman hörde till gården. På 1680-talet omvandlades Gräsa till ett säterirusthåll som rustade en ryttare med två hästar till armén. Gräsa gård kvarstod i samma släkts ägo till mitten av 1700-talet.
Under åren 1831–1872 ägdes gården av senatens protokollsekreterare Johan Georg Agricola. Agricola ägde också Kilo gård. I slutet av 1800-talet såldes Kalvholmarna och Toppelunds hemman. Kommerserådet Wilhelm Bensow förnyade Gräsa gårds byggnadsbestånd i början av 1900-talet. Han utvecklade också gårdens jordbruk, boskapsskötsel och trädgård. Gräsa blev en mönstergård.
På 1900-talet ombildades Gräsa till aktiebolag. Företaget köptes av AB Svenska Småbruk och Egna Hem 1923. Åren 1925–1927 styckades 24 lägenheter ur Gräsa Gård AB. Det kvarstod då 134 hektar av herrgården som, när det var som störst, omfattat 620 hektar. Efter krigen styckades ytterligare lägenheter på 1940- och 50-talen från Gräsa gård i enlighet med Lagen om snabbkolonisation av den förflyttade befolkningen och Jordanskaffningslagen. På den utparcellerade marken byggdes bostadsområden. Mark avstyckades också för skola och kapell i nuvarande Ängskulla. På 1960-talet avstyckades slutligen även mark för industriområdet i Olarsbäcken.
Jordbruket upphörde på Gräsa gård 1960 och 1967 köptes gården av Esbo köping. År 1980 revs huvudbyggnaden och Olars kyrka byggdes på dess plats. Kyrkobyggnaden är placerad i enlighet med den gamla herrgårdens mangård vars form hade bevarats, i huvudsak, oförändrad under 500 år. Av Gräsa gård återstår idag endast en terrass av granitkvaderblock, en ek framför terrassen och en lindallé. På andra sidan Gräsaån ligger ett sädesmagasin från 1800-talet samt en ladugård och en svinstia, byggda på 1910-talet.
Gräsa gårds sista huvudbyggnad var byggd i trä och bestod av två våningar. Den uppfördes av Wilhelm Bensow. Byggnaden var rikt dekorerat med detaljer i jugendstil. I huvudbyggnaden fanns ett flertal vackra kakelugnar i jugendstil.